# Ruthra germinata
Ruthra germinata is een eenoogkreeftjessoort, de plaatsing in een familie is nog onzeker. De wetenschappelijke naam van de soort is voor het eerst geldig gepubliceerd in 2004 door Kim I.H..